# Lockheed Martin X-33
X-33 — прототип одноступенчатого многоразового аэрокосмического корабля, строившийся по контракту NASA фирмой Lockheed Martin в рамках программы VentureStar.
Работы по программе велись с 1995 по 2001 год. В рамках этой программы предполагалось разработать и испытать гиперзвуковую модель будущей одноступенчатой системы, а в дальнейшем — создать полноценную транспортную систему на основе данной технической концепции.

## Программа создания
О выборе головного разработчика экспериментального аппарата X-33 было объявлено в июле 1996 года, вице-президентом США. Стоимость заключенного контракта составила 1 млрд долларов США. Подрядчиком NASA стало опытно-конструкторское подразделение «Сканк Уоркс» корпорации «Локхид-Мартин». Она выиграла подряд на создание принципиально нового космического «шатла» получившего название «Венчур Стар». Впоследствии был испытан его усовершенствованный образец, получивший название «Х-33». Первые демонстрационные полёты аппарата X-33 намечалось выполнить в 2000 году, а ввод в эксплуатацию, в случае успешных испытаний, на 2005 год.
Разработчик системы теплозащиты — фирма «Рох». Квалификационные испытания металлической теплозащиты были выполнены осенью 1998 года в центре Лэнгли.
Строительство стартового комплекса (СК), осуществлявшееся корпорацией «Свердрап», завершено в марте 1999 года на территории зоны Хейстак Бьют авиабазы ВВС Эдвардс в штате Калифорния. Стоимость контракта — 32 млн долларов, площадь СК — 12 га.
Разработки велись под флагом снижения затрат на выведение в космос полезного груза в десять раз, с нынешних 20 тыс. долл. за килограмм к двум с небольшим тысячам. Программа, однако, была закрыта в 2001 году, постройка экспериментального прототипа не была завершена.

## Технические характеристики
Два двигателя принципиально новой конструкции типа «линейный аэроспайк» (англ. linear aerospike) позволяли бы «Х-33» превысить скорость звука в 15 раз.
- Стартовая масса: 131 т
- Сухая масса конструкции: 33 т
- Длина: 20,7 м
- Поперечный размер: 23,1 м
- Двигатели: 2 × ЖРД Rocketdyne J-2S-LA типа «линейный аэроспайк»
  - Тяга — по 93 тс
  - Горючее — жидкий водород
  - Окислитель — жидкий кислород
- Отсек полезного груза:
  - Длина — 3 м
  - Диаметр — 1,5 м